# Середа Микола Миколайович (військовик)
Микола Миколайович Середа — солдат Збройних Сил України, учасник російсько-української війни, що загинув у ході російського вторгнення в Україну в 2022 році.

## Життєпис
Народився 29 серпня 1985 року в м. Луцьку на Волині. 
З початком широкомасштабного військового вторгнення РФ в Україну був призваний на військову службу за мобілізацією 5 березня 2022 року. 
Загинув 17 квітня 2022 року під час виконання бойового завдання щодо захисту незалежності України в м. Харкові. 
Лучани провели в останню путь загиблого у війні з Росією воїна у суботу 23 квітня, напередодні Великодня. Відспівування загиблого бійця відбулося в Кафедральному соборі Святої трійці у Луцьку. Потім на Театральному майдані міста провели громадську панахиду. Після цього тіло військовослужбовця прощальною ходою пронесли центром міста. Поховали Миколу Середу на Алеї почесних поховань на кладовищі у селі Гаразджа Луцького району.

## Нагороди
- орден За мужність III ступеня (2022, посмертно) — за особисту мужність і самовіддані дії, виявлені у захисті державного суверенітету та територіальної цілісності України, вірність військовій присязі[6].